# Neofundulus
Neofundulus là một chi cá trong họ Aplocheilidae thuộc bộ cá chép răng, gồm các loài cá bản địa của vùng Nam Mỹ.

## Các loài
Hiện hành có 08 loài cá được ghi nhận trong chi này:
- Neofundulus acutirostratus W. J. E. M. Costa, 1992
- Neofundulus aureomaculatus W. J. E. M. Costa, 2015 [1]
- Neofundulus guaporensis W. J. E. M. Costa, 1988
- Neofundulus ornatipinnis G. S. Myers, 1935
- Neofundulus paraguayensis (C. H. Eigenmann & C. H. Kennedy, 1903)
- Neofundulus parvipinnis W. J. E. M. Costa, 1988
- Neofundulus rubrofasciatus W. J. E. M. Costa, 2015 [1]
- Neofundulus splendidus D. T. B. Nielsen & Brousseau, 2013 [2]